# Квершлаг

Квершлаґ.JPG

Квершла́г (від нім. Querschlag) — горизонтальна (рідше — похила) гірнича виробка, яка не має безпосереднього виходу на денну поверхню, проведена під кутом 90-45° до лінії простягання родовища у вмісних породах навхрест простяганню родовищ. Як правило, це капітальна виробка.
Квершлаг використовується в першу чергу для розкриття родовища або його частин і подальшого обслуговування гірничих робіт.
Під час експлуатації родовища основне функціональне призначення квершлагів — транспорт гірничої маси, вентиляція, доставка матеріалів і обладнання, людей. Як й інші виробки, квершлаги використовуються для транзитного водовідливу (перепуску води), прокладання електричних кабелів та ліній зв'язку тощо.
Розрізняють квершлаги блокові, головні, горизонтні, панельні, проміжні, дільничні, флангові та поверхові. Форма поперечного перетину квершлагів зазвичай склепінчаста, аркова, підковоподібна. Вибір форми поперечного перетину залежить від властивостей вмісних порід, величини і напряму гірничого тиску, терміну служби квершлага. Основні види кріплення для квершлагів — металеві аркові з взаємозамінного шахтного профілю, монолітні бетонні і залізобетонні, збірні залізобетонні. У міцних стійких породах застосовують набризк-бетонне аркове кріплення.